# 九龍樂善堂
九龍樂善堂（英語：The Lok Sin Tong Benevolent Society Kowloon）是香港的一個慈善機構，由1950年12月起受《稅務條例》第88條認可。

## 歷史
在19世紀中期，清朝官員前赴香港九龍城寨視察時均會於石板碼頭登岸，碼頭附近有一墟集，設有「公秤」，附近市民貨商交易均須先行在此公秤處秤量貨物再行交易，這就是樂善堂最初籌募經費的方法，而每次秤量所得款項，則全數用作贈醫、施藥和助殮之用。直到1880年，樂善堂修建正式會址，並定名為樂善堂。雖然根據文獻可以確定樂善堂在1880年之前已經從事慈善活動，但學者一般將1880年作爲其歷史的開端。

### 清代
九龍樂善堂發源於19世紀中葉的九龍寨城龍津渡碼頭公秤，時清廷九龍汛衙門在同治十二年（1872年）於寨城外設立海關，後來中方官員將此海關的責任與營運，轉移予九龍各鄉之殷商，肇成九龍樂善堂之雛型。在1880年，由駐粵清廷官員如彭玉、頼鎮邊、趙聯綬、湯啟光及莊廣龍等聯名重整，正式成立慈善機構「樂善堂」，並於九龍城打鐵街三十二號原址重建古式祠堂形制之樂善堂，領導是「九龍附城四約、蠔浦六約、沙田九龍約及荃灣四約等二十三村之鄉紳父老」，提供的慈善事業包括贈醫、施藥、助殮及義學教育。
1892年，為解決龍津石橋因砂石沖積以致大型船隻無法靠泊的問題，由樂善堂集資以木材擴建龍津橋，並由樂善堂徵收碼頭使用費作為慈善用途。1899年5月，英國認為九龍寨城官員支持新界鄉民抵抗英國接收新界，遂派兵攻入寨城並趕走駐城官兵，關閉九龍海關。樂善堂收入僅憑公秤維持，前景不明，堂務廢弛。

### 英佔新界至二戰前
1899年至大約1903年期間，港府著手處理新界土地轉制的問題，向村民另外發出新的土地契約。當時九龍城區部分人士，為免處理土地轉契的繁複手續，於是把產業捐予樂善堂。另外，香港政府為了表示支持公益活動，也為了籠絡華人社區，亦把樂善堂原址打鐵街三十二號的業權交予樂善堂簽收。於是樂善堂一下子擁有八處房產的業權，並於1904年再次恢復堂務。除本堂堂址外，其他業權的租銀成了樂善堂復堂後的主要收入，自此堂友的捐輸成為樂善堂最重要的財政來源。由於收入結構改變，樂善堂之後爆發人事及財務糾紛，並於1923年第二次停辦。
1929年，譚傑生出任樂善堂的首值理，全力振興堂務，在1930年代引進東華三院以顏成坤等總理為首作為助力，使樂善堂堂務得以進一步改革整頓，總理改為每一至兩年透過公選出任，數目按每年捐輸多寡而定（一般可超過一百人），之後即從公選總理名單內再選任本堂的常務幹事及顧問：
- 常務職員（共七人）：負責處理日常堂務，計有正首總理一名、副首總理兩名、正副司理兩人，以及司庫和核數各一人；
- 資深顧問（共五人）：處理樂善堂發展及對外公關等事務，主要來自九龍城本區客籍土生的善長以及非原區的外來商人，負責調解堂內糾紛及參與堂內決策。

1929年，樂善堂接辦戴若瀾及劉永福創辦的坤成女義學，為九龍區第一所女義學，數年後發展成共二百多人的男女義學。到1939年，開辦於九龍城的專上院校、中、小學、專科學校及義學共有五十多所，如南華大學、仿林中學九龍分校、香港法文專修學校、九龍孔聖會義學；其中女校佔二十多所，約近一半之數，如中華聖公會女校和明藝女書院。

### 二戰期間
在第二次世界大戰中，九龍樂善堂一名副總理因牽涉反日活動，而遭日本駐港軍政府清算，使堂務及人力受到空前損失。同時，樂善堂很多堂產村屋落入日軍擴建啟德機場範圍，被日軍沒收夷平，打鐵街堂址亦被嚴重破壞搶掠，義學傢具被拆毀殆盡，各總理多離港避亂，堂務陷停頓。

### 戰後
在戰前及香港重光之初，樂善堂堂務猶如九龍城區的鄉事中心，但亦因此而未能成為香港政府認可的慈善團體，在1946年當局勒令東華三院協助九龍城中商人重組樂善堂，並由戰前的總理譚傑生、陳祖澤、顧超文等人組成具法律效力的常務總理會主理善業，常務總理會由一名首總理及兩名副首總理及不多於二十五名的常務總理所組成。
1946年，樂善堂先租用聯合道的志英台及衙前圍道的杏林堂設站應急，請得九龍城區中醫師義務贈醫。1952年將醫務擴大，分設六站贈醫，於龍崗道義學操場一角附設贈醫室，聘中、西醫駐所贈醫。同年成立醫務委員會，租用九龍城福佬村道二十號二樓為中、西醫贈診所，於翌年3月開診。1953年，樂善堂在龍崗道建四層高大樓，自地下而上分設診所、留產所、大堂及辦公處，以及護士宿舍。大樓於1957年冬落成，即現在龍崗道的總辦事處。
1965年，樂善堂首總理改稱主席，副首總理改稱副主席並增至四人，同時置總監督一人、副總監督二人監察堂務，由1946年至1960年的樂善堂首總理均兼任東華三院的副首總理。而按樂善堂規程，現時每屆組織均由不多於一百五十人的「當年總理」所組成，當中並選出二十五人為常務總理，同時設置荃灣、打鼓嶺、井欄樹、蠔涌、坑口等地之鄉村代表，代表在成立時樂善堂服務華界的傳承。1970年代起，曾經改爲選出三十五位常務總理，後來於2011年起，先後改爲三十位常務總理、二十位常務總理，以及現時改回二十五位常務總理。現時的九龍樂善堂社會服務，包括香港教育、醫療和長者福利。另亦有參與社會服務聯會統籌之社會房屋共享計劃，推出社會房屋「樂屋」。

## 組織成員
2008年董事局主席劉文文，為九龍樂善堂128年來，首位女性董事局主席。而九龍樂善堂首位女性常務總理出現於1965年。曾任主席或總理的知名人士包括：前香港公益金主席余錦基(1988年及1989年度主席)及其父余伯玖、有「歡樂兒歌天王」之稱的醫生李家仁(2001年度主席)、同珍醬油集團父子王仲銘(1987年度主席)與王賜豪(2006年度主席)、前立法會議員倪少傑、九龍城國際戲院東主鄺命光(1954-1958年度主席)與其子無線電視藝員鄺君能(1985年度副主席)及其孫鄺祖盛(2012年度主席)、演員高皓正的岳父陸宏隆醫生、前九龍城區議會主席王國強及中共中央政治局常委兼國務院副總理張高麗快婿李聖潑（2018年度主席)等。
2023-2024常務總理會
名譽總理
永遠顧問
鄉村代表

### 歷屆主席
1. 黃彬甫（1939-1941年12月21日）
2. 譚傑生（1945年8月12日-1949）
3. 溫達明（1949-1951）
4. 陳祖澤（1951-1952）
5. 顧超文（1952-1953）
6. 何卓猷（1953-1954）
7. 鄺命光，MBE（1954-1959）
8. 余近卿（1959-1961）
9. 柳子元（1961-1965）
10. 陳立，OBE（1965-1966）
11. 陳卓平（1966-1968）
12. 莫華燦，MBE，JP（1968-1969）
13. 黃錫江，MBE（1969-1971）
14. 彭耀基（1971-1973）
15. 何享綿（1973-1974）
16. 雷福康（1974-1975）
17. 劉世仁，MBE，JP（1975-1977）
18. 霍樹（1977-1979）
19. 李會桃（1979-1981）
20. 顧思聰（1981-1983）
21. 許賢瑛，MBE（1983-1985）
22. 劉德（1985-1987）
23. 王仲銘（1987-1988）
24. 余錦基，MBE，SBS，BBS，JP（1988-1990）
25. 張念平，MH（1990-1992）
26. 余鑑明（1992-1992年10月2日）
27. 楊佐鏗，MH（1992年10月2日-1994）
28. 梁泳釗（1994-1996）
29. 勞國雄，BBS，MH（1996-1997）
30. 江焯開，BBS，MH，JP（1997-1999）
31. 余啟繁，MH（1999-2001）
32. 李家仁，BBS，MH，JP（2001-2002）
33. 何耀明，MH（2002-2003）
34. 官錦堃，MH（2003-2004）
35. 歐陽卓倫，MH，JP（2004-2005）
36. 鄧德濂，MH（2005-2006）
37. 王賜豪，SBS，JP（2006-2007）
38. 王兆生，MH（2007-2008）
39. 劉文文，BBS，MH，JP（2008-2009）
40. 齊光華，MH（2009-2010）
41. 張德忠，MH（2010-2011）
42. 江炎輝，MH（2011-2012）
43. 鄺祖盛，MH（2012-2013）
44. 韓世灝，MH（2013-2014）
45. 羅永順，MH（2014-2015）
46. 梁紹安，MH（2015-2016）
47. 施家殷，MH（2016-2017）
48. 郭予宏，MH（2017-2018）
49. 李聖潑，BBS（2018-2019）
50. 楊小玲，MH（2019-2020）
51. 陳李玉佩，MH（2020-2021）
52. 彭志宏，MH（2021-2022）
53. 陳健平，BBS，JP（2022-2023）
54. 李聖根，MH（2023-2024）
55. 莫文韜（2024-）

## 屬下組織（部分）

### 轄下中學
|   | 學校名稱             | 開辦年份 | 位處地區                      |
| - | -------------------- | -------- | ----------------------------- |
| 1 | 樂善堂余近卿中學     | 1969年   | 九龍樂富富裕街3號             |
| 2 | 樂善堂顧超文中學     | 1978年   | 新界葵芳葵盛圍301號           |
| 3 | 樂善堂王仲銘中學     | 1982年   | 九龍黃大仙樂善道161號         |
| 4 | 樂善堂梁植偉紀念中學 | 1985年   | 新界青衣島長康邨5期           |
| 5 | 樂善堂楊葛小琳中學   | 1990年   | 新界沙田區隆亨邨              |
| 6 | 樂善堂梁銶琚書院     | 1991年   | 港島中西區西營盤醫院道26-28號 |

### 轄屬小學
|   | 學校名稱                 | 開辦年份 | 位處地區           |
| - | ------------------------ | -------- | ------------------ |
| 1 | 樂善堂梁黃蕙芳紀念學校   | 1983年   | 屯門區山景邨       |
| 2 | 樂善堂楊仲明學校         | 1985年   | 牛頭角樂華邨       |
| 3 | 樂善堂劉德學校           | 1989年   | 將軍澳寶林邨       |
| 4 | 樂善堂梁銶琚學校         | 1995年   | 元朗區天水圍天瑞邨 |
| 5 | 樂善堂梁銶琚學校（分校） | 2004年   | 元朗區天水圍天恩邨 |

| 已停辦小學 | 已停辦小學       | 已停辦小學 | 已停辦小學     | 已停辦小學       | 已停辦小學                 |
|            | 學校名稱         | 開辦年份   | 停辦年份       | 位處地區         | 校舍現用途                 |
| ---------- | ---------------- | ---------- | -------------- | ---------------- | -------------------------- |
| 1          | 樂善堂小學       | 1949年     | 2019年（70年） | 九龍城區龍崗道   | 過渡性房屋                 |
| 2          | 樂善堂觀塘學校   | 1961年     |                | 觀塘區雞寮新區   | 翠屏(南)邨翠杏樓、翠榮樓   |
| 3          | 樂善堂橫頭磡學校 | 1963年     |                | 黃大仙區橫頭磡邨 | 橫頭磡邨宏耀樓             |
| 4          | 樂善堂油塘灣學校 | 1965年     |                | 觀塘區油塘灣新區 | 油塘邨華塘樓／油翠苑泳美閣 |
| 5          | 樂善堂劉世仁學校 | 1976年     |                | 葵青區荔景邨     | 香港考試及評核局荔景中心   |
| 6          | 樂善堂陳祖澤學校 | 1982年     | 2009年（27年） | 沙田區乙明邨     | 沙田圍胡素貞博士紀念學校   |

### 轄屬幼稚園及幼兒中心
|       | 學校名稱             | 開辦年份       | 位處地區                       | 備註                                     |
| ----- | -------------------- | -------------- | ------------------------------ | ---------------------------------------- |
| 1     | 樂善堂幼稚園         | 1982年         | 觀塘區順天邨                   | 2017年遷往水泉澳邨，成為「李賢義幼稚園」 |
| 2     | 樂善堂梁泳釗幼稚園   | 1985年         | 沙田區大圍美城苑暉城閣地下     |                                          |
| 3     | 樂善堂顧李覺鮮幼稚園 | 1986年         | 黃大仙區竹園南邨雅園樓地下     |                                          |
| 4     | 樂善堂張葉茂清幼稚園 | 1990年         | 屯門區兆畦苑兆強閣地下         |                                          |
| 5     | 樂善堂鄧德濂幼稚園   | 2001年         | 屯門區富泰邨服務設施大樓1樓2號 |                                          |
| 6     | 樂善堂文吳泳沂幼稚園 | 2002年         | 觀塘區秀茂坪邨秀華樓地下       |                                          |
| 替代1 | 樂善堂李賢義幼稚園   | 2017年         | 沙田區水泉澳邨映泉樓二樓       |                                          |
| 7     | 樂善堂董清波幼稚園   | 2024年（預計） | 深水埗區白田邨朗田樓一樓       |                                          |

### 轄屬醫療服務
|    | 機構名稱                   | 開辦年份 | 位處地區                                                                  |
| -- | -------------------------- | -------- | ------------------------------------------------------------------------- |
| 1  | 樂善堂診療所（已停辦）     | 1880年   | 九龍城區龍崗道                                                            |
| 2  | 樂善堂李賢義伉儷醫療中心   |          | 九龍太子彌敦道750號始創中心12樓1211至1215室(B單位)                        |
| 3  | 樂善堂陳祖澤旺角分科醫療所 | 1982年   | 旺角上海街688號鎮海商業大廈3樓                                            |
| 4  | 樂善堂李施紅娘中醫診所     | 2016年   | 旺角上海街688號鎮海商業大廈3樓                                            |
| 5  | 樂善堂郭亨石紀念牙科診所   | 2011年   | 九龍牛頭角定安街33-35號                                                   |
| 6  | 樂善堂王兆生大埔分科診所   | 1992年   | 大埔墟運頭街8號地下                                                       |
| 7  | 樂善堂董清波銅鑼灣牙科診所 | 2017年   | 銅鑼灣軒尼詩道467號建德豐商業大廈6樓602室                                 |
| 8  | 九龍樂善堂中醫流動診所     |          | (港島)鴨脷洲邨(利寧樓)/石排灣邨碧園樓(側露天廣場)/赤柱龍德苑(A座晉德閣旁) |
| 9  | 九龍樂善堂中醫流動診所     |          | (九龍)竹園南邨華園樓/竹園北邨松園樓/紅磡二邨紅昕樓                        |
| 10 | 九龍樂善堂中醫流動診所     |          | (啟德/新界)啟晴邨欣晴樓/大埔寶湖1號大埔王少清診所停車場/大埔大元邨泰民樓  |
| 11 | 九龍樂善堂中醫流動診所     |          | (屯門)屯門富泰邨美泰樓/屯門診所(屯門新墟青賢街11號)/屯門兆麟苑華麟閣      |
| 12 | 樂善堂社區藥房             |          | (九龍城)聯合道50號1樓                                                     |
| 13 | 樂善堂李賢義伉儷社區藥房   |          | 九龍太子彌敦道750號始創中心12樓1211至1215室(A單位)                        |

### 轄屬安老服務
|   | 機構名稱                       | 開辦年份 | 位處地區                         |
| - | ------------------------------ | -------- | -------------------------------- |
| 1 | 樂善堂朱定昌頤養院             | 1983年   | 大埔墟運頭街8號                  |
| 2 | 樂善堂海泓道護養院             | 2014年   | 香港九龍海泓道1號2,3樓           |
| 3 | 樂善堂梁銶琚敬老之家           | 1990年   | 黃大仙區竹園南邨華園樓2樓        |
| 4 | 樂善堂尹立強敬老鄰舍中心       | 1989年   | 荃灣荃景花園10座地下             |
| 5 | 樂善堂陳黎掌嬌敬老鄰舍中心     | 1990年   | 跑馬地成和道桂成里16號誠和閣地下 |
| 6 | 樂善堂標準錶針長者日間護理中心 | 2021年   | 九龍黃大仙富山邨富暉樓1樓101室   |

### 轄屬社福服務
|   | 機構名稱                     | 聯絡電話  | 位處地區                                |
| - | ---------------------------- | --------- | --------------------------------------- |
| 1 | 樂善堂李賢義少數族裔支援中心 | 2382 0106 | 九龍九龍城打鼓嶺道47號地下              |
| 2 | 樂善堂楊小玲言語治療中心     | 2177 3605 | 九龍太子道西189號                       |
| 3 | 樂善堂莫葉瑞衡兒童發展中心   | 3565 3260 | 香港灣仔道133號卓凌中心30樓             |
| 4 | 樂善堂莫葉瑞衡復康中心       | 3565 3260 | 香港灣仔道133號卓凌中心30樓             |
| 5 | 樂善堂佳宝營養膳食中心       | 2334 5009 | 九龍土瓜灣道94號美華工業中心A座11樓16室 |
| 6 | 樂善製作                     | 2133 7235 | 九龍土瓜灣旭日街9號港圖灣1樓            |
| 7 | 樂善復康站                   | 2326 3662 | 九龍土瓜灣旭日街9號港圖灣1樓            |
| 8 | 樂善堂梁紹安潘詠賢社區飯堂   | 2376 2231 | 九龍東頭二邨祥東樓地下4號舖             |

### 轄屬過渡性房屋

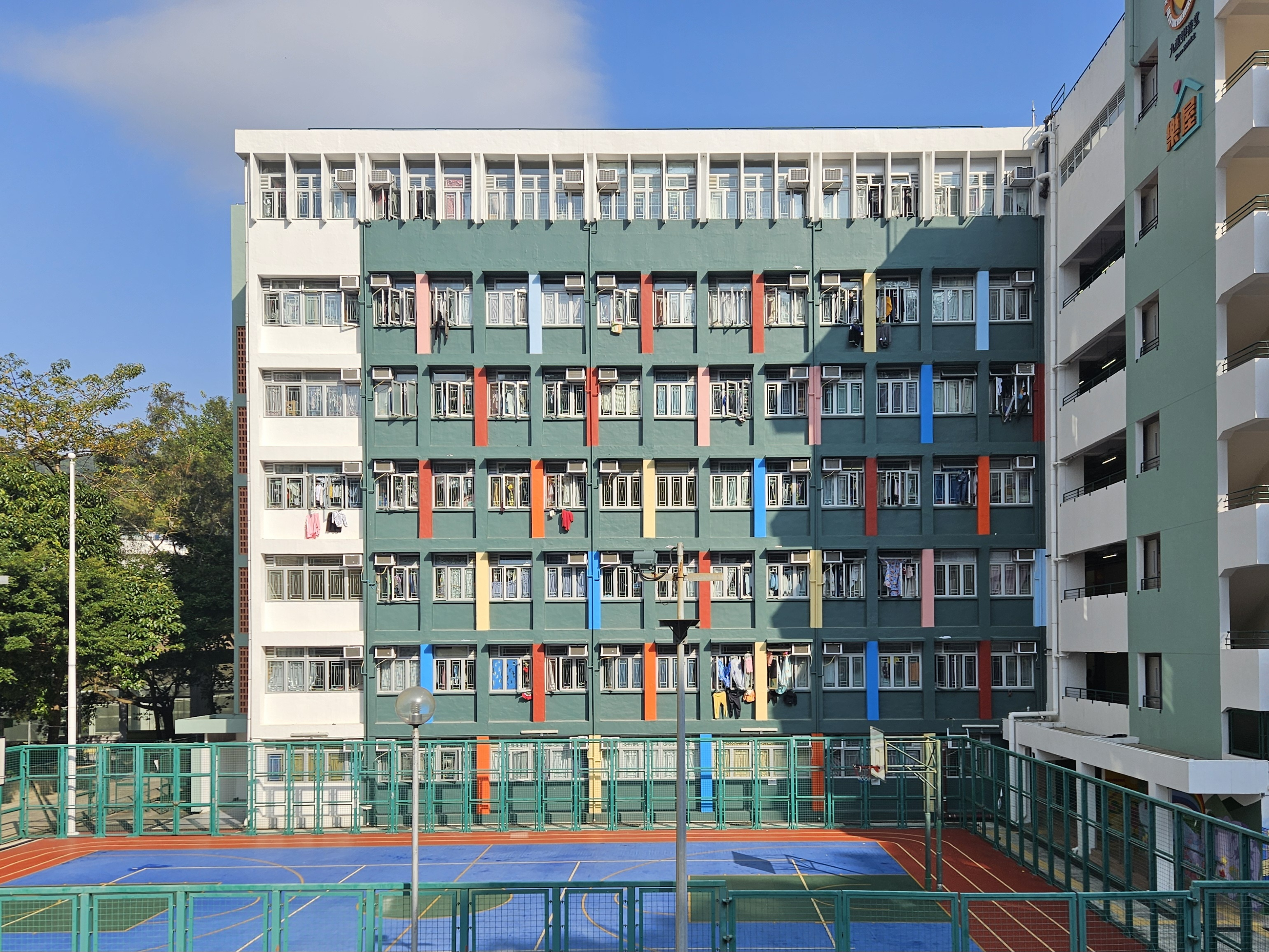
荃灣象山邨學校過渡性房屋

|   | 項目名稱                       | 開辦年份 | 位處地區         |
| - | ------------------------------ | -------- | ---------------- |
| 1 | 樂善堂小學                     | 2020年   | 九龍城龍崗道63號 |
| 2 | 宋皇臺道及土瓜灣道交界組合屋   | 2022年   | 九龍城宋皇臺道   |
| 3 | 酒店式社會房屋項目             | 2021年   | 土瓜灣           |
| 4 | 前基督教香港信義會荃灣信義學校 | 2022年   | 荃灣區象山邨     |
| 5 | 港島西區項目                   | 2022年   | 港島西區         |

## 關鍵人物
- 倪少傑，SBS，OBE，JP（前立法局議員）
- 李家仁，BBS，MH，JP（兒科醫生，兒歌歌手，2001/02年度主席，1996/97-2000/01年度副主席）
- 梁泳釗（恆生銀行第二代繼承人(梁植偉分支)，1994/95及1995/96年度主席，1990/91-1993/94年度副主席）
- 梁紹安，MH（恆生銀行第三代繼承人(梁植偉分支)，2015/16年度主席，2011/12-2014/15年度副主席）
- 張高麗（前國務院副總理）
- 李聖潑，BBS（香港北區防火委員會主席，香港科技大學顧問委員會委員，香港浸會大學諮議會榮譽委員，信義能源控股有限公司董事局主席，2018/19年度主席，2014/15-2017/18年度副主席）
- 李聖根，MH（信義汽車玻璃（深圳）有限公司常務副總經理，信義橡塑製品（深圳）有限公司總經理，2023/24年度主席，2020/21-2022/23年度副主席）
- 勞國雄，BBS，MH（香港劍擊總會會長，1996/97年度主席，1990/91-1995/96年度副主席）
- 王仲銘（同珍醬油集團第二代繼承人，1987/88年度主席，1982/83-1986/87年度副主席）
- 王賜豪，SBS，BBS，JP（同珍醬油集團第三代繼承人，保良局歷届主席會主席，2006/07年度主席，2002/03-2005/06年度副主席）
- 楊小玲，MH（Jackeline綠葉療膚集團創辦人兼前任廣告代言人，2019/20年度主席，2015/16-2018/19年度副主席）
- 張念平，MH（香港書法家，1990/91-1991/92年度主席，1985/86-1989/90年度副主席）
- 余鑑明（景嶺書院創辦人(1916年1月29日-1992年10月2日)，1992年度主席(任期為：1992年4月-1992年10月)，1987/88-1991/92年度副主席）
- 余錦基，SBS，BBS，MBE，JP（香港汽車會會監，1988/89-1989/90年度主席，1983/84-1987/88年度副主席）
- 楊佐鏗，MH（新華通訊社香港分社香港地區事務顧問，1993/94年度主席，1992/93年度署任主席(任期為：1992年10月-1994年4月)，1988/89-1992/93年度副主席）
- 江焯開，BBS，MH，JP（范紀羅江律師事務所總裁，1997/98-1998/99年度主席，1992/93-1996/97年度副主席）
- 顧思穎（香港童軍總會九龍城區高層，1993/94-1997/98年度副主席）
- 劉炳均（樂善友訊訪問者兼撰稿者）
- 陳健平，BBS，JP（盈健醫務中心創辦人，2022/23年度主席，2019/20-2021/22年度副主席）
- 韓世灝，MH（高寶集團（The Global Group）創始人，2013/14年度主席）

## 伸延閱讀
- 龍津石橋

## 外部參考
- 九龍樂善堂官方網址 （页面存档备份，存于）